# Bad World Tour
Die Bad World Tour war eine Tournee von Michael Jackson, die am 12. September 1987 in Tokio begann und am 27. Januar 1989 in Los Angeles endete. Es war Jacksons erste Solo-Tournee.
Die Bad Tour beinhaltete 123 Konzerte auf vier Kontinenten mit etwa 4,4 Millionen Besuchern. Es war damit die bisher erfolgreichste Tournee überhaupt, bis Jackson den eigenen Rekord mit der HIStory Tour brach. Im Sommer 1988 waren sieben Konzerte im Wembley-Stadion in London ausverkauft, insgesamt besuchten 504.000 Menschen diese sieben Konzerte. Damit hält Jackson bis heute einen Weltrekord. Die Tour brachte ihm angeblich über 125 Millionen US-Dollar ein. Offizieller Sponsor war, wie auch bei der vorangegangenen Victory Tour, Pepsi-Cola. Während der Konzerte wurden 700 Scheinwerfer und Laser, 100 Lautsprecher und zwei riesige Videobildschirme verwendet.
Trotz der aufwendigen Choreographien war Michael Jacksons Gesang, anders als bei seinen folgenden Tourneen, überwiegend live. Lediglich bei Smooth Criminal, Man in the Mirror, Bad und The Way You Make Me Feel kam im zweiten Teil der Tour teilweise Playback zum Einsatz. Weil Jacksons Stimmbänder geschwollen waren, mussten im zweiten Teil der Tour vier Konzerte abgesagt werden.

## Setlist
Im ersten Teil der Tournee beinhaltete die Setlist nicht nur Lieder aus Michael Jacksons Soloalben, sondern auch aus den Alben Triumph und Destiny von den Jacksons. Die beiden letzten Lieder waren die einzigen aus Bad, während der zweite Teil der Tournee sieben Lieder aus diesem Album beinhaltete.
Bei dem Lied I Just Can't Stop Loving You, das Michael Jackson in der Albumversion gemeinsam mit Siedah Garrett singt, war Sheryl Crow seine Duettpartnerin.
Außerdem gab es am 28. November 1987 in Brisbane einen Gastauftritt von Stevie Wonder, mit dem Jackson Bad sang.

### Erster Leg
1. Wanna Be Startin’ Somethin
2. Things I Do for You
3. Off the Wall
4. Human Nature
5. Heartbreak Hotel
6. She’s out of My Life
7. Jackson 5 Medley (I Want You Back, The Love You Save, I’ll Be There)
8. Rock with You
9. You Are My Lovely One
10. Working Day and Night
11. Beat It feat. Jennifer Batten
12. Billie Jean
13. Shake Your Body (Down to the Ground)
14. Thriller
15. I Just Can’t Stop Loving You
16. Bad

### Zweiter Leg
1. Wanna be Startin’ Somethin
2. This Place Hotel
3. Another Part of Me
4. I Just Can't Stop Loving You (Duett mit Sheryl Crow)
5. She's Out of My Life
6. The Jackson 5 Medley: I Want You Back/The Love You Save/I’ll Be There
7. Rock With You
8. Human Nature
9. Smooth Criminal
10. Dirty Diana (24. März 1988 Gastauftritt von Steve Stevens)
11. Thriller
12. Bad Groove Interlude
13. Working Day and Night
14. Beat It feat. Jennifer Batten
15. Billie Jean
16. Bad
17. The Way You Make Me Feel
18. Man in The Mirror

## Tourdaten
| Nr.         | Datum                                  | Land        | Stadt               | Ort                               | Besucherzahl |
| Erster Leg  |                                        |             |                     |                                   |              |
| Japan       |                                        |             |                     |                                   |              |
| 1–3         | 12.–14. September 1987                 | Japan       | Tokio               | Kōrakuen-Stadion                  | 45.000       |
| 4–6         | 19.–21. September 1987                 | Japan       | Nishinomiya         | Hankyū Nishinomiya Stadium        | 48.000       |
| 7–11        | 25.–27. September, 3.–4. Oktober 1987  | Japan       | Yokohama            | Yokohama Stadium                  | 38.000       |
| 12–14       | 10.–12. Oktober 1987                   | Japan       | Ōsaka               | Ōsaka Kyūjō                       | 32.000       |
| Australien  |                                        |             |                     |                                   |              |
| 15          | 13. November 1987                      | Australien  | Melbourne           | Olympic Park                      | 45.000       |
| 16–17       | 20.–21. November 1987                  | Australien  | Sydney              | Parramatta Stadion                | 45.000       |
| 18–19       | 25., 28. November 1987                 | Australien  | Brisbane            | Entertainment Centre              | 13.500       |
| Zweiter Leg |                                        |             |                     |                                   |              |
| Nordamerika |                                        |             |                     |                                   |              |
| 20–21       | 23.–24. Februar 1988                   | USA         | Kansas City, MO     | Kemper Arena                      | 16.960       |
| 22–24       | 3.–5. März 1988                        | USA         | New York City, NY   | Madison Square Garden             | 19.000       |
| 25–26       | 12.–13. März 1988                      | USA         | St. Louis, MO       | St. Louis Arena                   | 18.000       |
| 27–28       | 18.–19. März 1988                      | USA         | Indianapolis, IN    | Market Square Arena               | 17.000       |
| 29          | 20. März 1988                          | USA         | Louisville, KY      | Freedom Hall                      | 19.000       |
| 30–31       | 23.–24. März 1988                      | USA         | Denver, CO          | McNichols Sports Arena            | 20.125       |
| 32–34       | 30. März–1. April 1988                 | USA         | Hartford, CT        | Hartford Civic Center             | 15.060       |
| 35–37       | 8.–10. April 1988                      | USA         | Houston, TX         | The Summit                        | 17.000       |
| 38–40       | 13.–15. April 1988                     | USA         | Atlanta, GA         | The Omni                          | 17.000       |
| 41–43       | 19.–21. April 1988                     | USA         | Chicago, IL         | Rosemont Horizon                  | 20.000       |
| 44–46       | 25.–27. April 1988                     | USA         | Dallas, TX          | Reunion Arena                     | 19.000       |
| 47–49       | 4.–6. Mai 1988                         | USA         | Minneapolis, MN     | Met Center                        | 16.890       |
| Europa      |                                        |             |                     |                                   |              |
| 50–51       | 23.–24. Mai 1988                       | Italien     | Rom                 | Stadio Flaminio                   | 70.000       |
| 52          | 29. Mai 1988                           | Italien     | Turin               | Stadio Comunale di Torino         | 53.600       |
| 53          | 2. Juni 1988                           | Österreich  | Wien                | Praterstadion                     | 55.000       |
| 54–56       | 5.–7. Juni 1988                        | Niederlande | Rotterdam           | Feijenoord-Stadion                | 48.400       |
| 57–58       | 11.–12. Juni 1988                      | Schweden    | Göteborg            | Eriksbergs Shipyard               | 53.000       |
| 59          | 16. Juni 1988                          | Schweiz     | Basel               | St. Jakob-Stadion                 | 50.000       |
| 60          | 19. Juni 1988                          | Deutschland | Berlin (West)       | Platz der Republik                | 50.000       |
| 61–62       | 27.–28. Juni 1988                      | Frankreich  | Paris               | Prinzenparkstadion                | 64.000       |
| 63          | 1. Juli 1988                           | Deutschland | Hamburg             | Volksparkstadion                  | 50.000       |
| 64          | 3. Juli 1988                           | Deutschland | Köln                | Müngersdorfer Stadion             | 70.000       |
| 65          | 8. Juli 1988                           | Deutschland | München             | Olympiastadion                    | 72.000       |
| 66          | 10. Juli 1988                          | Deutschland | Hockenheim          | Hockenheimring                    | 80.000       |
| 67–71       | 14.–16., 22.–23. Juli 1988             | UK          | London              | Wembley-Stadion                   | 72.000       |
| 72          | 26. Juli 1988                          | UK          | Cardiff             | Cardiff Arms Park                 | 55.000       |
| 73–74       | 30.–31. Juli 1988                      | Irland      | Cork                | Páirc Uí Chaoimh                  | 60.000       |
| 75          | 5. August 1988                         | Spanien     | Marbella            | Football Municipal Stadion        | 28.000       |
| 76          | 7. August 1988                         | Spanien     | Madrid              | Vicente-Calderón-Stadion          | 60.000       |
| 77          | 9. August 1988                         | Spanien     | Barcelona           | Camp Nou                          | 90.000       |
| 78          | 11. August 1988                        | Frankreich  | Nizza               | Stade Charles-Ehrmann             | 35.000       |
| 79          | 14. August 1988                        | Frankreich  | Montpellier         | Espace Richter                    | 35.000       |
| 80          | 19. August 1988                        | Schweiz     | Lausanne            | Stade Olympique de la Pontaise    | 45.000       |
| 81          | 21. August 1988                        | Deutschland | Würzburg            | Talavera Wiesen                   | 43.000       |
| 82          | 23. August 1988                        | Belgien     | Werchter            | Festival Ground                   | 55.000       |
| 83–84       | 26.–27. August 1988                    | UK          | London              | Wembley-Stadion                   | 72.000       |
| 85          | 29. August 1988                        | UK          | Leeds               | Roundhay Park                     | 90.000       |
| 86          | 2. September 1988                      | Deutschland | Hannover            | Niedersachsenstadion              | 40.000       |
| 87          | 4. September 1988                      | Deutschland | Gelsenkirchen       | Parkstadion                       | 52.000       |
| 88          | 6. September 1988                      | Österreich  | Linz                | Linzer Stadion                    | 40.000       |
| 89          | 10. September 1988                     | UK          | Milton Keynes       | The Bowl                          | 60.000       |
| 90          | 11. September 1988                     | UK          | Liverpool           | Aintree Racecourse                | 125.000      |
| Nordamerika |                                        |             |                     |                                   |              |
| 91–93       | 26.–28. September 1988                 | USA         | Pittsburgh, PA      | Civic Arena                       | 16.230       |
| 94–96       | 3.–5. Oktober 1988                     | USA         | East Rutherford, NJ | Meadowlands Arena                 | 20.350       |
| 97–98       | 10.–11. Oktober 1988                   | USA         | Cleveland, OH       | The Coliseum                      | 19.000       |
| 99–102      | 13., 17.–19. Oktober 1988              | USA         | Landover, MD        | Capital Centre                    | 17.470       |
| 103–105     | 24.–26. Oktober 1988                   | USA         | Detroit, MI         | Palace of Auburn Hills            | 16.670       |
| 106–108     | 7.–9. November 1988                    | USA         | Irvine, CA          | Irvine Meadows Amphitheater       | 15.000       |
| 109         | 13. November 1988                      | USA         | Los Angeles, CA     | Los Angeles Memorial Sports Arena | 18.000       |
| Japan       |                                        |             |                     |                                   |              |
| 110–118     | 9.–11., 17.–19., 24.–26. Dezember 1988 | Japan       | Tokio               | Tokio Dome                        | 45.000       |
| Nordamerika |                                        |             |                     |                                   |              |
| 119–123     | 16.–18., 26.–27. Januar 1989           | USA         | Los Angeles, CA     | Los Angeles Memorial Sports Arena | 18.000       |

## Mitwirkende
- Musikalische Leitung: Greg Phillinganes
- Schlagzeug: Ricky Lawson
- Bass: Don Boyette
- Gitarre: Jennifer Batten
- Rhythmusgitarre: Jon Clark
- Keyboards: Christopher Currell, Greg Phillinganes, Rory Kaplan
- Backing Vocal: Kevin Dorsey, Sheryl Crow, Dorian Holley, Darryl Phinnessee
- Tänzer: LaVelle Smith, Eddie Garcia, Randy Allaire, Dominic Lucero

## Wissenswertes

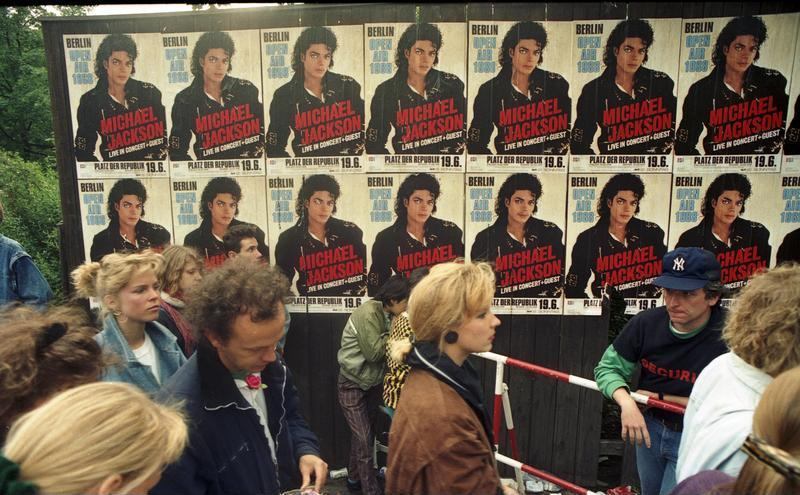
Im Sommer 1988 erreicht die Tour Berlin

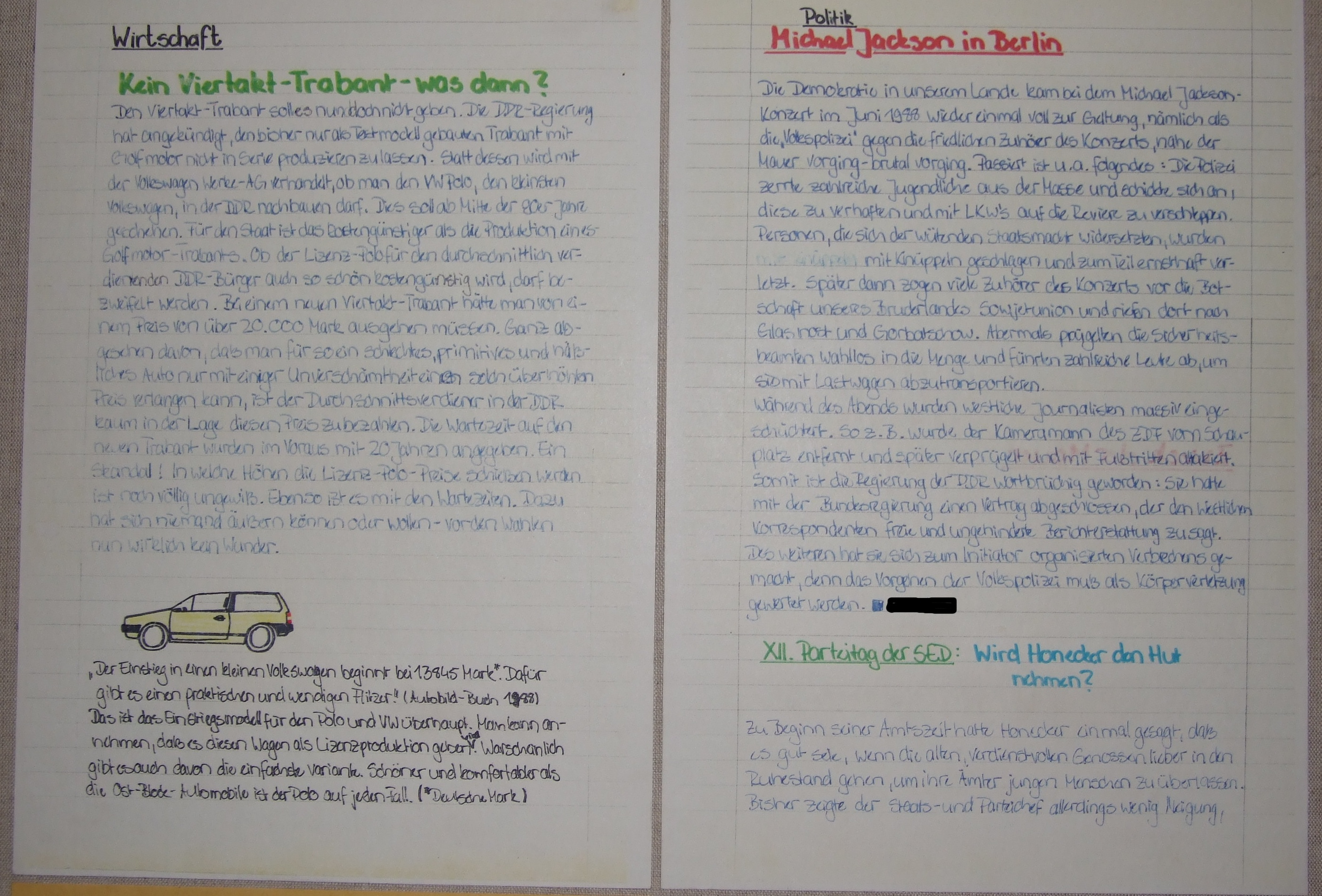
Bei der Stasi eingereichte DDR-kritische Aufsätze von Schülern der Hans-Beimler POS Leipzig; Rechts: Michael Jackson in Berlin

Als Jackson am 19. Juni 1988 in West-Berlin vor dem Reichstag ein Konzert gab, versammelten sich hinter der Berliner Mauer Jugendliche, die das Konzert hören wollten. Als versucht wurde dies zu unterbinden, kam es zu Ausschreitungen zwischen den Jugendlichen und der Volkspolizei.